# Mladen Živković
Mladen Živković (Младен Живковић; sinh 26 tháng 8 năm 1989) là một thủ môn bóng đá Serbia, thi đấu cho Radnički Niš.